# Oreopanax raimondii
Espèce
Statut de conservation UICN

 VU D2 : Vulnérable
Oreopanax raimondii est une espèce de plantes à fleurs de la famille des Araliaceae.

## Publication originale
- Notizblatt des Botanischen Gartens und Museums zu Berlin-Dahlem 11: 290. 1931.